# Synegia phaiotaeniata
Synegia phaiotaeniata là một loài bướm đêm trong họ Geometridae.